# KPE
KPE株式会社はコナミグループのパチンコ・パチスロ機器製造会社。

## 概要
1999年6月、コナミパーラーエンタテインメントとして設立、2002年11月より現社名となる。当初はパチンコ機の液晶表示装置・映像コンテンツの開発・製造・販売を手がけたが、OEM提供のためKPEとして表に出ることは少ない。東京都カジノ構想が持ち上がった時は、重点をゲーミングマシンにシフトしたこともある。
2004年からはパチスロ機本体の開発・製造・販売に参入。4号機時代は試作機の開発に留まり、実際に販売にこぎつけたのは5号機からとなる。主にコナミグループのゲーム等各種コンテンツを原作とした機種や、マジカルハロウィンシリーズ等の萌えスロを手がけている。

## 主な事業所
- 本社：愛知県一宮市高田字池尻1番地
- 神奈川事業所：神奈川県座間市東原5-1-1 （コナミ神奈川事業所内）
- 神戸事業所：兵庫県神戸市西区高塚台6-3 （コナミ神戸事業所内）

## 発売機種

### 5号機
| 機種名                            | 発売年月   | 備考                                       |
| --------------------------------- | ---------- | ------------------------------------------ |
| ランブルローズ                    | 2006年8月  | 初参入機種                                 |
| パチスロあっぱれ応援団            | 2007年2月  | 京楽産業.の同名パチンコ機からのスピンオフ  |
| トレジャーパイレーツ              | 2007年3月  |                                            |
| パチスロ女ねずみ小僧ただいま参上! | 2007年6月  | ニューギンの同名パチンコ機からのスピンオフ |
| マジカルハロウィン                | 2007年7月  |                                            |
| ツインビー                        | 2007年9月  |                                            |
| サンバ×サンバ                     | 2007年12月 |                                            |
| beatmania                         | 2008年4月  | 新筐体採用                                 |
| 爆音伝説サクラ                    | 2008年8月  |                                            |
| キャプテンシャーク                | 2008年11月 |                                            |
| ランブルローズXX                  | 2008年11月 |                                            |
| 悪魔城ドラキュラ                  | 2009年1月  |                                            |
| マジカルハロウィンR               | 2009年3月  |                                            |
| プリティ戦記                      | 2009年4月  |                                            |
| 国際サラリーマンとおるくん        | 2009年4月  |                                            |
| がんばれゴエモン                  | 2009年5月  |                                            |
| ときめきメモリアル                | 2009年11月 |                                            |
| マジカルハロウィン2               | 2010年1月  |                                            |
| スパイガール                      | 2010年4月  |                                            |
| 悪魔城ドラキュラII                | 2010年7月  |                                            |
| 極楽パロディウス                  | 2010年9月  | ART機                                      |
| 極楽パロディウスA                 | 2010年11月 | 純Aタイプ                                  |
| 幻想水滸伝                        | 2011年1月  |                                            |
| 雀龍桜花                          | 2011年5月  | 麻雀格闘倶楽部シリーズのスピンオフ         |
| グラディウス・ザ・スロット        | 2011年7月  |                                            |
| マジカルハロウィン3               | 2011年9月  | マジカルハロウィン2の後継機                |
| がんばれゴエモン2                 | 2011年11月 | がんばれゴエモンの後継機                   |
| 悪魔城ドラキュラIII               | 2012年2月  | 悪魔城ドラキュラIIの後継機                 |
| スパイガール2                     | 2012年5月  | スパイガールの後継機                       |
| 戦人-上杉謙信-                    | 2012年9月  |                                            |
| ランブルローズ3D                  | 2012年11月 |                                            |
| 戦国コレクション                  | 2013年1月  |                                            |
| 魂斗羅3D                          | 2013年8月  |                                            |
| マジカルハロウィン4               | 2013年11月 | マジカルハロウィン3の後継機                |
| 激闘! 西遊記                      | 2014年1月  | AT新技術「アクセルAT」を搭載               |
| 喧嘩祭                            | 2014年4月  | 「アクセルAT」第2弾                        |
| 麻雀格闘倶楽部                    | 2014年5月  |                                            |
| Dororonえん魔くん メ〜ラめら      | 2014年12月 |                                            |
| 戦国コレクション2                 | 2015年3月  |                                            |
| ハイスクールD×D                   | 2015年11月 |                                            |

### 5.5号機・5.9号機
| 機種名                              | 発売年月   | 備考                                         |
| ----------------------------------- | ---------- | -------------------------------------------- |
| マジカルハロウィン5                 | 2016年2月  |                                              |
| セブンズビート                      | 2016年8月  | beatmaniaとのコラボ第2弾                     |
| メタルギアソリッド スネークイーター | 2016年10月 | 32インチ液晶搭載の新筐体「BIGBOSS」採用      |
| 麻雀格闘倶楽部2                     | 2016年12月 | コナミアミューズメントに名称変更後最初の機種 |
| GI優駿倶楽部                        | 2017年2月  |                                              |
| 防空少女ラブキューレ                | 2017年3月  |                                              |
| ラッキーベガス                      | 2017年5月  |                                              |
| 悪魔城ドラキュラ Lords of Shadow    | 2017年7月  | BIGBOSS枠                                    |
| 戦国コレクション3                   | 2017年11月 | 5.9号機初のART機、BIGBOSS枠                  |
| マジカルハロウィン6                 | 2018年5月  | 5.9号機                                      |
| エルインカ〜黄金文明〜              | 2018年7月  | 5.9号機                                      |